# Salvador Franco Ferreira
Salvador Franco Ferreira (Puente Nacional, enero de 1864-Ciudad de Panamá, 16 o 26 de noviembre de 1930) fue un militar, literato, político y filósofo colombiano.
Ocupó distintos cargos públicos importantes durante su vida, como Gobernador de Boyacá, de Cundinamarca y Ministro de Guerra, del Tesoro, de Industria, de Hacienda y Crédito Público y de Obras Públicas.

## Biografía
Salvador nació en enero de 1864 en Puente Nacional (Santander), en ése entonces parte del Estado Soberano de Boyacá, en los Estados Unidos de Colombia. Era hijo de Antonio Franco y Salomé Ferreira.
Estudió filosofía y literatura en escuelas privadas en Belén, Tunja y Bogotá.
Inició su vida militar en 1885, a los 21 años, bajo las órdenes del general Antonio Basilio Cuervo, en la pacificación de Ocaña. El éxito de la campaña le ganó el grado de coronel.
Volvió a Bogotá, donde estudió ciencias políticas. Luego fue enviado a Inglaterra por recomendación del general Cuervo, donde fue secretario de Cuervo cuando éste fue nombrado embajador allí.  
De vuelta en el país, fue Secretario de la Cámara de Representantes en 1888 y Gobernador de Boyacá por algunos meses en 1900. Posteriormente, en noviembre de 1915 el presidente José Vicente Concha lo designó Ministro del Tesoro, cargo del cual pasó al de Ministro de Guerra, desempeñando concurrentemente ambos cargos por unos meses. Siendo Ministro de Guerra, y debido a la escasez de armas por la Primera Guerra Mundial, se comenzaron a construir las primeras fábricas de armas extranjeras en el país; también, se expidió la ley 26 de 1916, para establecer dentro del Ejército la jerarquía militar y retirar e grado de Sargento Mayor para asignarle el nombre de Mayor, ubicado entre los rangos de Capitán y Teniente Coronel.
Fue Gobernador de Cundinamarca entre enero de 1925 y agosto de 1926, cuando fue nombrado Ministro de Industrias por el presidente Miguel Abadía Méndez, mismo gobierno bajo el cual ocupó las carteras de Hacienda y Crédito Público y de Obras Públicas.  
Falleció en Ciudad de Panamá en noviembre de 1930. En su honor, se colocó un retrato suyo en la sede del Ministerio de Guerra.